# San Diego–Tijuana

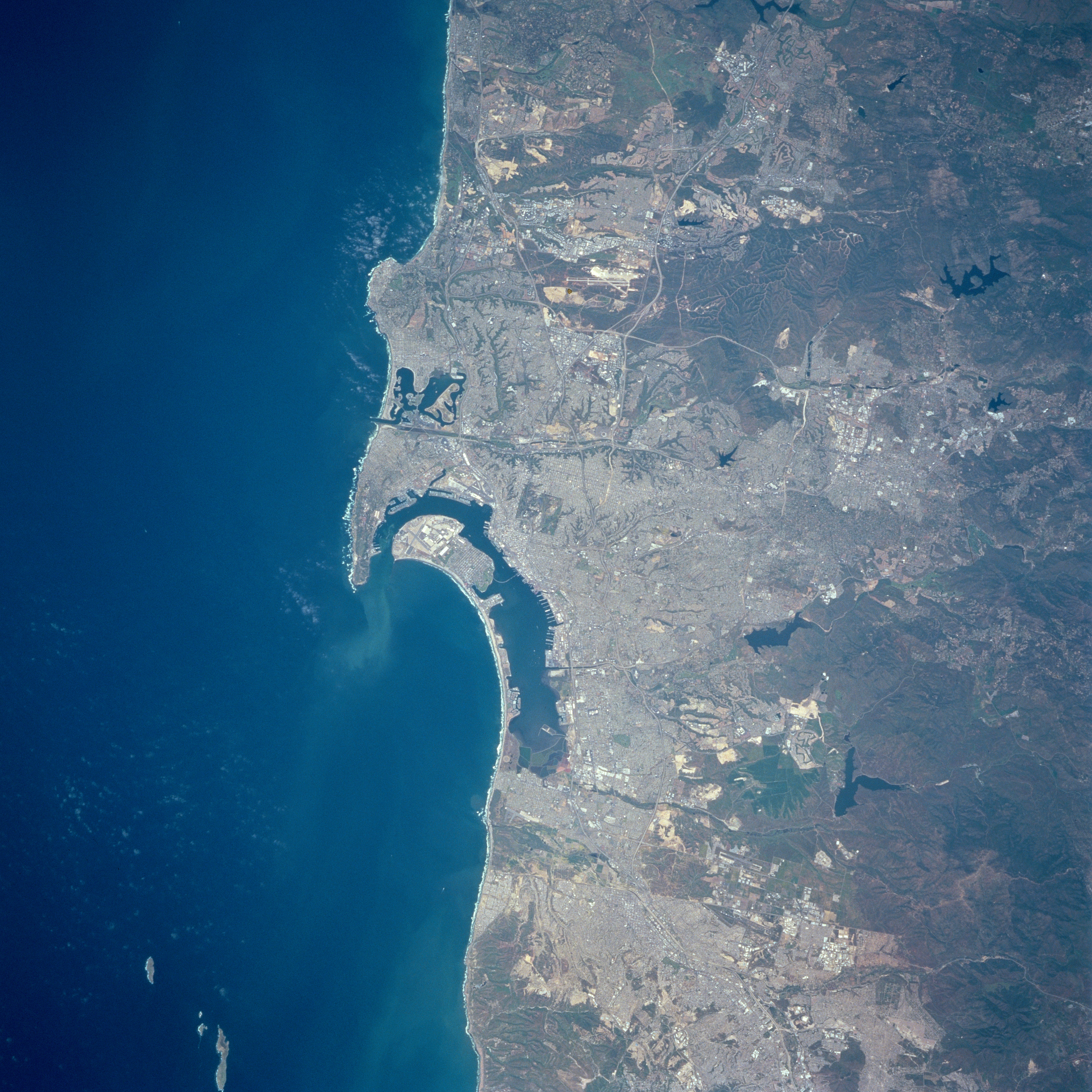
San Diego–Tijuana

San Diego–Tijuana ou Tijuana–San Diego, est une aire urbaine et conurbation internationale s’étalant des deux côtés de la frontière entre les États-Unis et le Mexique avec deux grandes villes de chaque côté : San Diego, en Californie, aux États-Unis et Tijuana, dans l'État de Basse-Californie, au Mexique.
La population de la conurbation est estimée en 2020 à 5 456 577 habitants, ce qui en fait la plus grande agglomération transfrontalière partagée entre les États-Unis et le Mexique. Elle reste cependant marquée par une barrière à la frontière.